# Калций
Калций е химичен елемент със символ Ca и номер 20 в периодичната система на елементите със сребрист, а в много чисто състояние и оранжев цвят.

## История
Получен е за първи път през 1808 г. от английския учен Хъмфри Дейви чрез електролиза на стопилка на смес от калциев (CaO) и живачен (HgO) оксид.

## Свойства

### Физични свойства
Простите вещества от група 2 са метали с кристален строеж и метален блясък. Те са електро- и топлопроводими. Калцият е пластичен и по-лек от берилия и магнезия. Има силен метален блясък и е със сребристобял цвят.

### Химични свойства
Простите вещества на елементите от 2-ра група са метали и проявяват общите за металите химични свойства.
Взаимодействие с кислород:
2Ca + O2 → 2CaO
Взаимодействие с водород:
Ca + H2 → CaH2
Взаимодействие с вода:
Ca + 2H2O → Ca(OH)2+H2
Получава се калциев дихидроксид (калциева основа или гасена вар)
CaO + H2O → Ca(OH)2 (Реакцията се нарича „гасене на вар“)
Взаимодействие с киселини:
Ca + 2HCl → CaCl2 + H2

## Употреба
Поради голямата му активност използването на калция като метал е ограничено. В металургията се използва като редуктор при получаване на някои редки и скъпи метали. За тази цел съответното съединение на метала (флуорид, хлорид и др.) се загрява с калций, при което калцият измества метала от неговото съединение. Получават се високотопими метали като титан, цирконий, уран и др. По-ограничено е приложението на калция за производство на сплави. Използва се в техниката като добавка към оловото за получаване на нискотопими сплави. Напр. плочите на оловните акумулатори се изработват от олово с добавка на калций. Тази сплав е с по-голяма трайност.
Много по-широко и разнообразно е приложението на съединенията на калция в различните клонове на промишлеността и техниката.
Негасената вар е калциев оксид – CaO. Големи количества от калциев оксид се използват в захарната индустрия за пречистване на захарните разтвори. Една от изходните суровини за производство на стъкло също е калциевият оксид. От калциев оксид и въглерод се получава калциев карбид, необходим за получаване на ацетилен. В кожарската индустрия негасената вар се използва за обезкосмяване на кожите за обущарската промишленост. От него, посредством вода, се получава гасена вар.
Калциев сулфат се използва като строителен материал.

## Функции в човешкия организъм
Най-важните функции на калция в човешкия организъм са свързани с кръвосъсирването, провеждането на нервни импулси, мускулните съкращения, изграждането на костната тъкан.
Основната функция на калция е структурна. Скелетът на зрял мъж съдържа около 1,2 kg калций. Има непрекъснато движение на калций между скелета, кръвта и останалите части на тялото. Това е прецизно контролирано от хормоните. Калцият играе роля и в клетъчната биология. Калцият може да се свърже с широк кръг от протеини, променяйки тяхната биологична активност. Това е важно при пренасянето на нервни импулси и мускулното свиване. Калцият е необходим също за съсирването на кръвта, активирайки съсирващи фактори.
Витамин D е необходим за абсорбцията на хранителния калций и по този начин недостигът на калций може да бъде свързан с рахита при децата. При възрастните калциевият недостиг може да доведе до остеомалация (омекване на костите). Това може да бъде свързано с повторна бременност с проточило се кърмене.
Остеопорозата може да се дължи на калциев недостиг. Това включва загуба на калций от костите и намаляване на плътността им, което е причина костите да бъдат крехки и предразположени към счупване. Намаляването на костната плътност с годините се наблюдава при всички индивиди. Това обикновено се случва след 35 – 40 години и включва намаляване на скелета. Загубата на костна тъкан е най-голяма при жените по време на менопауза, свързана с редуциране на нивото на хормона естроген. След менопаузата жените са подложени на риск от остеопороза.
Рискът от остеопороза може да бъде повлиян от фактори, различни от диетата. Намаляването на упражненията, тегло по-ниско от нормалното, пушенето и алкохолът могат да увеличат риска.
Ниското ниво на калций в кръвта и тъканите може да доведе до хипокалциемия. Това включва усещания за изтръпване и вкочаненост и мускулни потрепвания. В по-тежки случаи може да доведе и до мускулни спазми – гърч. Това е по-вероятно да се дължи на хормонален дисбаланс в регулирането на калция, отколкото на хранителен недостиг.
Излишък на калций в кръвта може да причини гадене, повръщане и калциево утаяване в сърцето и бъбреците. Това обикновено произлиза от излишно предозиране с витамин D и може да бъде фатално за бебета.

## Хранителни източници
Калцият се намира в широк кръг от храни. Млечни продукти, зелено-листни зеленчуци, ядки и семена (бадеми, бразилски орехи, сусам), тофу и сушени плодове са добри източници на калций. По-голяма част от брашната са обогатени с калциев карбонат, а и зърнените храни също са добър източник. Твърдата вода също може да съдържа калций. Месото е много беден източник на калций.
От млечните продукти с най-високо съдържание на калций са суроватката, козето сирене и кашкавалът. Лозовите листа и къдравото зеле са сред първите по съдържание измежду зеленчуците. Овесените ядки, царевичното брашно и пшеничените трици са добър източник на калций. От сушените плодове богати на калций са сушените смокини, стафидите, фурмите. От бобените култури най-напред са соята, соевото брашно и бобът. Рекордьор по съдържание на калций от ядките е сусамът, следван от бадемите и лененото семе.
Калциевият баланс може да бъде засегнат от широк кръг различни фактори. Витамин D е незаменим за абсорбцията на калция от стомаха. Това е така, защото калцият се пренася в тялото от специален протеин, който изисква витамин D за синтезирането му.
Количеството на веществата може да възпрепятства абсорбцията на калция. Фитиновата киселина, намираща се в триците, пълнозърнестите и суровите зеленчуци е от тези вещества. Уроновата киселина, част от хранителните влакна, и оксалова киселина, която се открива в известни плодове и зеленчуци, може също да се свързва с калция. Въпреки че диетите, обикновено наситени с тези киселини, не се смята, че имат значителен ефект за калциевото абсорбиране. Наситените мазнини могат също да намалят абсорбцията.
Калцият се изхвърля чрез изпражненията, урината и потта. Загубата е приблизително равна на дажбата за възрастни. Калциевата загуба се намалява ако приемането му намалее. Приспособяването към увеличения и намаления калций става с храненето. Намаленото приемане води до увеличение на способността за абсорбция. При бебетата и децата калцият се консумира за растеж на костите. Калцият също така се губи чрез кърменето.